# Timoteu d'Heraclea
Timoteu (en llatí Timotheus, en grec antic Τιμόθεος) fill de Clearc d'Heraclea, fou tirà d'Heraclea del Pont.
A la mort del seu pare el 353 aC el va succeir en el govern sota la regència del seu oncle Sàtir. Després va governar tot sol, un total d'uns 15 anys. Isòcrates comenta les seves bones qualitats, segons diu Diodor de Sicília. El va succeir el seu germà Dionís.